# Космос-2074
Космос-2074 је један од преко 2400 совјетских вјештачких сателита лансираних у оквиру програма Космос.
Космос-2074 је лансиран са космодрома Плесецк, СССР, 20. априла 1990. Ракета-носач Космос је поставила сателит у орбиту око планете Земље. Маса сателита при лансирању је износила 825 килограма. Космос-2074 је био војни навигациони сателит.